# المرأة القطة

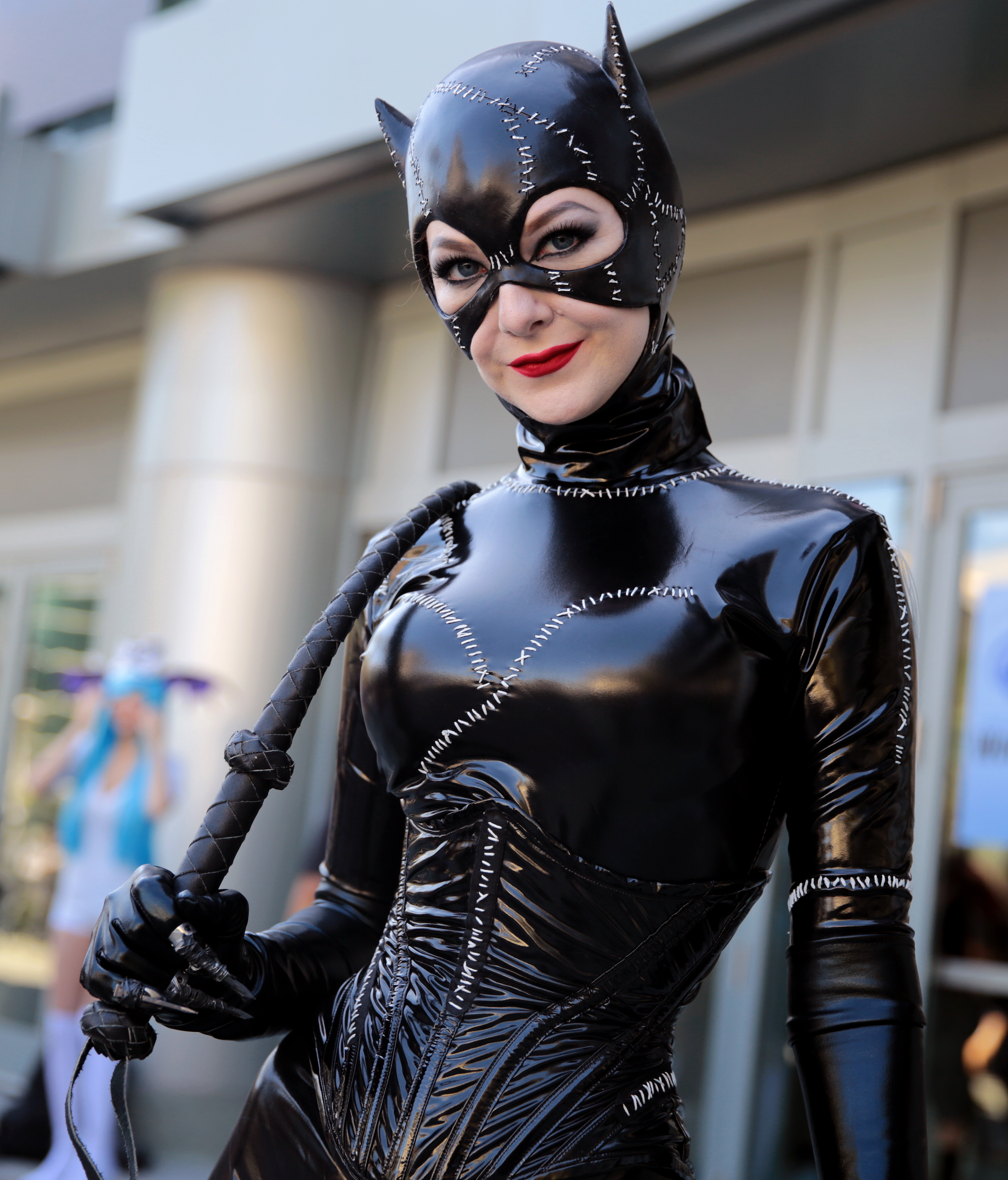
المرأة القطة

المرأة القطة وهي شخصية درامية وكومكس قامت بتمثيل الدور عدة ممثلات في سلسلة أفلام ومسلسلات باتمان الرجل الوطواط وذلك منذ تأليف هذه القصة من قبل بوب كين وبيل فينغر، ومن أشهر الممثلات اللواتي مثلن هذه الشخصية هن جين هارلو وإيرثا كيت وميشيل فايفر وجولي نيومار ولي ميريويثر وهالي بيري وآن هاثاواي وغيرهن، وتمتاز شخصية القطة بأنها ذات طبيعة شرسة وعدائية وأحيانا تكون مع باتمان وأحيانا ضده.